# 5555 Вімберлі
5555 Вімберлі (5555 Wimberly) — астероїд головного поясу, відкритий 5 листопада 1986 року.
Тіссеранів параметр щодо Юпітера — 3,218.